# Küchenberg
Der Küchenberg ist ein Ortsteil in Unterodenthal in der Gemeinde Odenthal im Bergischen Land in Nordrhein-Westfalen.

## Lage
Der Küchenberg liegt auf der fruchtbaren südlichen Anhöhe über dem Ortskern von Odenthal, von diesem durch die Dhünn und einen der Familie Sayn-Wittgenstein gehörenden Forst getrennt, und nordwestlich von Voiswinkel. Strassennamen wie Grüner Weg zeugen noch heute von dem Ertragreichtum des Bodens.

## Name
Der Name weist Parallelen zu anderen Namen wie Kuckelsberg, Kockenberg oder Kuckenberg auf. Es handelt sich bei "Kock" oder "Kuck" um eine fränkische Sprachwurzel, die am ehesten mit "Haufen, Klumpen" übersetzt werden kann. Der Name zielt also auf die Form dieser Bodenerhebung ab. 

## Geschichte

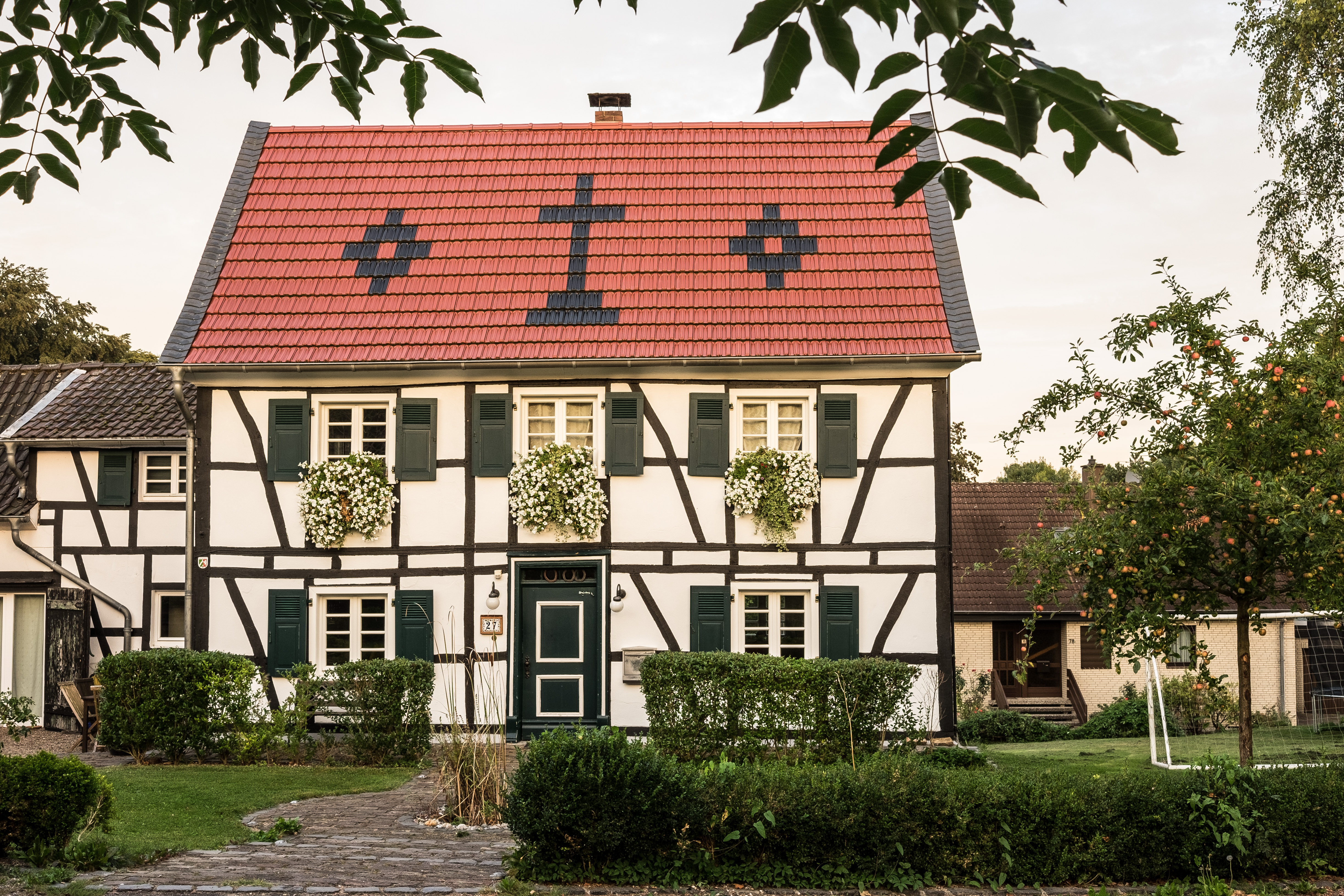
Zweiflügelige Hofanlage, Odenthal, Grüner Weg 27, eingetragen in der Liste der Baudenkmäler in Odenthal, Nr.l 2

Erwähnt wird Küchenberg bereits 1301, als ein Johann von Küchenberg als Siegelzeuge in Bechen fungierte. Der Küchenberger Hof war von 1407 bis 1803 Besitz der Kölner Kartäuser. Bis Ende des 16. Jahrhunderts wurde der Hof von Karthäuser Laienbrüdern bewirtschaftet, danach von weltlichen Pächtern. Der Hof gehörte ins Osenauer Hofgericht der Kirche St. Gereon in Köln, die Grundherr war. Der anliegende Wald hieß daher auch Gereonsgewalt. Küchenberg war Teil der Honschaft Grimßgewalt, deren Name auch von St. Gereon stammt.
Die Topographia Ducatus Montani des Erich Philipp Ploennies, Blatt Amt Miselohe, belegt, dass der Wohnplatz 1715 als Freyhof kategorisiert wurde und mit Kuchenberg bezeichnet wurde.
Carl Friedrich von Wiebeking benennt die Hofschaft auf seiner Charte des Herzogthums Berg 1789 als Kuchenberg. Aus ihr geht hervor, dass Küchenberg zu dieser Zeit Teil von Unterodenthal in der Herrschaft Odenthal war.
Unter der französischen Verwaltung zwischen 1806 und 1813 wurde die Herrschaft aufgelöst. Küchenberg wurde politisch der Mairie Odenthal im Kanton Bensberg zugeordnet. 1816 wandelten die Preußen die Mairie zur Bürgermeisterei Odenthal im Kreis Mülheim am Rhein. 
Der Ort ist auf der Topographischen Aufnahme der Rheinlande von 1824, auf der Preußischen Uraufnahme von 1840 und ab der Preußischen Neuaufnahme von 1892 ist er auf Messtischblättern regelmäßig als Küchenberg verzeichnet. Küchenberg gehörte zur katholischen Pfarre Ondethal. 
| Jahr | Einwohner | Wohn- gebäude | Kategorie  |
| ---- | --------- | ------------- | ---------- |
| 1830 | 68        |               | Hof        |
| 1845 | 52        | 10            | Ackergüter |
| 1871 | 70        | 14            | Hofstelle  |
| 1885 | 82        | 13            | Ortschaft  |
| 1895 | 78        | 13            | Ortschaft  |
| 1905 | 64        | 11            | Ortschaft  |

## Heutige Infrastruktur
Der Küchenberg ist ausgerichtet auf Voiswinkel, wo auch die Grundschulkinder eingeschult werden. Kirchlich gehört der Küchenberg zu St. Engelbert in Voiswinkel als einer Filialkirche von St. Pankratius in Odenthal (römisch-katholisch) bzw. zur Kirche zum Heilsbrunnen in Bergisch Gladbach-Hebborn (evangelisch).

### Verkehr
Der Küchenberg ist durch die Buslinien 431 und 433, die zum Verkehrsverbund Rhein-Sieg gehören, in Richtung Odenthal und Bergisch Gladbach in den Öffentlichen Personennahverkehr integriert.